# Distrikt Choras
Der Distrikt Choras liegt in der Provinz Yarowilca in der Region Huánuco in Westzentral-Peru. Der Distrikt wurde am 2. Februar 2001 aus Teilen des Distrikts Chavinillo gebildet. Er besitzt eine Fläche von 61 km². Beim Zensus 2017 wurden 2146 Einwohner gezählt. Im Jahr 2007 lag die Einwohnerzahl bei 3438. Sitz der Distriktverwaltung ist die 3532 m hoch gelegene Ortschaft Choras mit 542 Einwohnern (Stand 2017). Choras befindet sich etwa 5,5 km südlich der Provinzhauptstadt Chavinillo.

## Geographische Lage
Der Distrikt Choras befindet sich im Süden der Provinz Yarowilca. Er liegt an der Westflanke der peruanischen Zentralkordillere am Ostufer des nach Norden fließenden Río Marañón.
Der Distrikt Choras grenzt im Südwesten an den Distrikt San Francisco de Asís (Provinz Lauricocha), im Westen an die Distrikte Rondos (Provinz Lauricocha) und Chacabamba, im äußersten Nordwesten an den Distrikt Cáhuac, im Norden an den Distrikt Chavinvillo, im Nordosten an den Distrikt Jacas Chico sowie im Südosten an den Distrikt Yacus (Provinz Huánuco).

## Ortschaften
Im Distrikt gibt es neben dem Hauptort folgende größere Ortschaften:
- San Antonio de Colpa
- San José de Tashga (251 Einwohner)
- San Lucas de Mesapampa